# Letecký oddíl Ministerstva vnitra
Letecký oddíl Ministerstva vnitra (LO MV nebo jen LO) byl letecký policejní útvar, který existoval v letech 1953 až 1979 na území Československé republiky a později Československé socialistické republiky. Předchůdcem útvaru byla Bezpečnostní letka a nástupcem se stala Letecká správa Federálního ministerstva vnitra.

## Historie

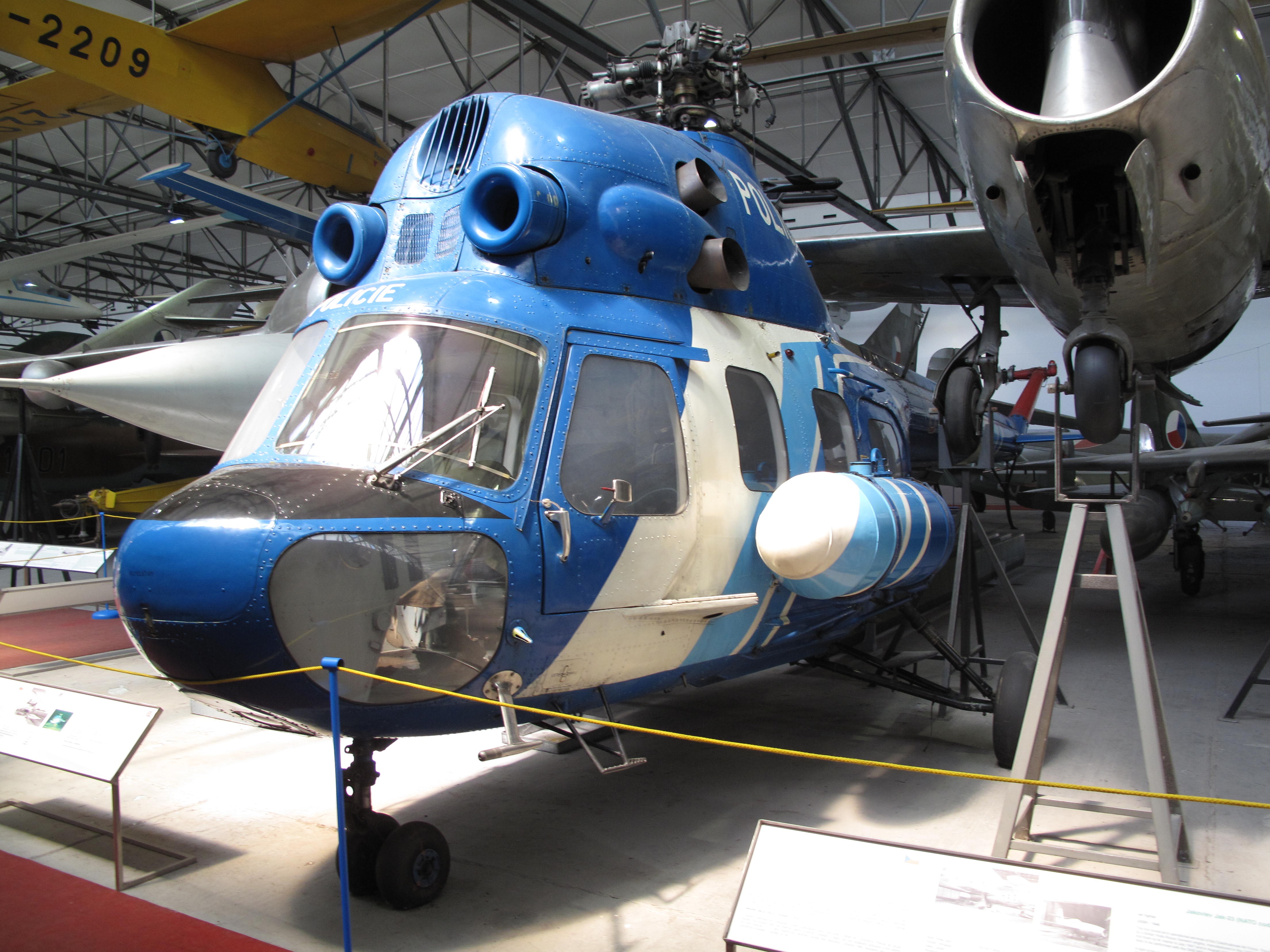
Policejní vrtulník Mi-2 s imatrikulací B-2530 v Leteckém muzeu Kbely

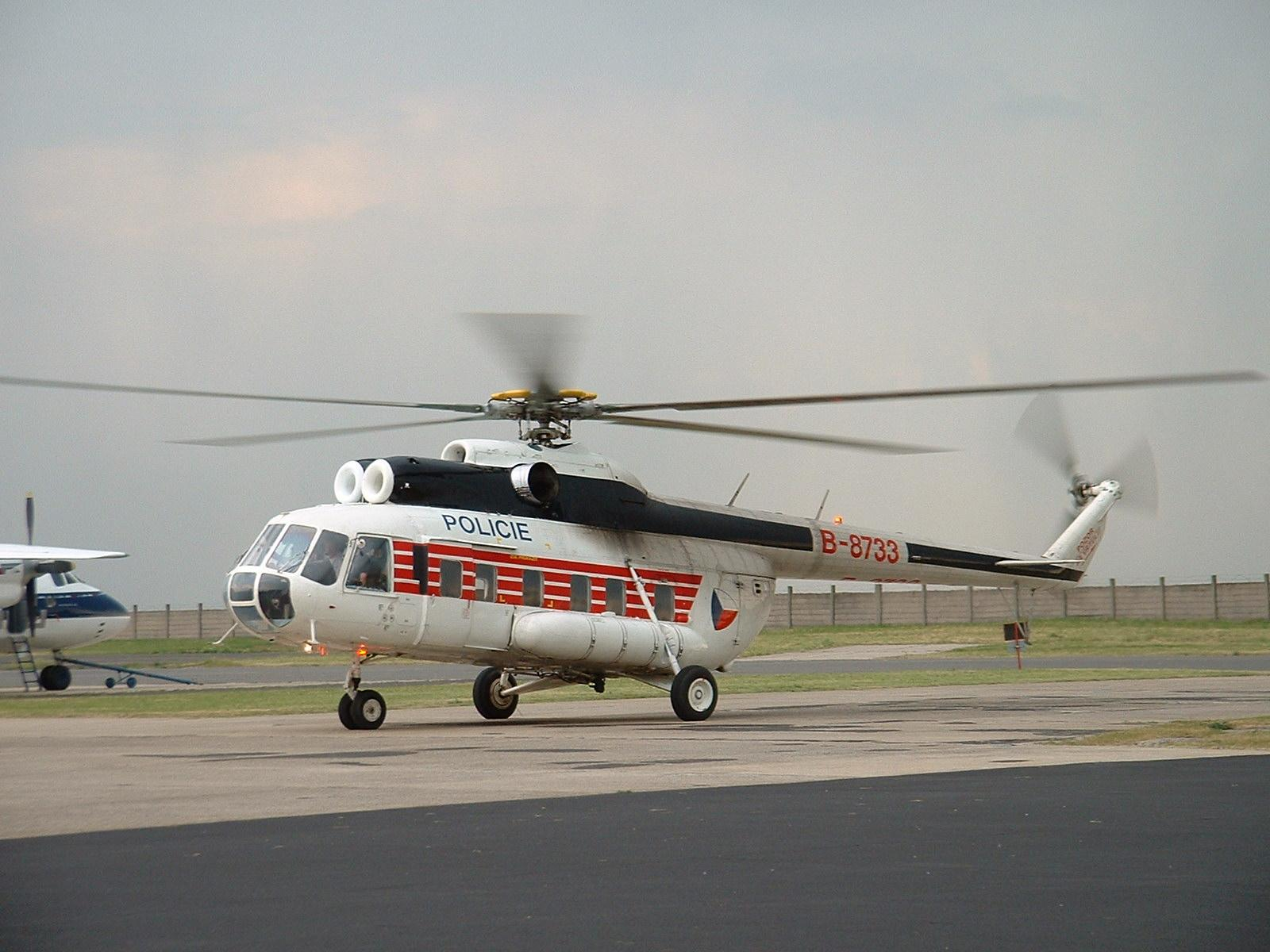
Vrtulníky Mil Mi-8 se u Leteckého oddílu Ministerstva vnitra objevovaly od roku 1970

V roce 1953 bylo zrušeno Ministerstvo národní bezpečnosti a většinu jeho pravomocí převzalo Ministerstvo vnitra. V roce 1953 existovala Bezpečnostní letka, u které však nebylo jasné, zda její kompetence spadají pod civilní nebo vojenské letecké předpisy. Ministerstvo vnitra zrušilo Bezpečnostní letku formálně 23. října 1953 a nahradilo ji nově vzniklým Leteckým oddílem Ministerstva vnitra. Nový útvar se řídil civilními leteckými předpisy při provádění leteckých prací, při ostatních činnostech podléhala jeho činnost vojenským leteckým předpisům.
Vrtulníky Leteckého oddílu Ministerstva vnitra byly nasazovány pro monitorování na velkých kulturních a společenských událostech, například na Velké ceně ČSSR, Závodu míru, Spartakiádách, Tatranském poháru a dalších událostech. V padesátých a šedesátých letech byli příslušníci Leteckého oddílu vysláni do Spolkové republiky Německo a do Rakouska pro letouny československých emigrantů. V roce 1965 byly vrtulníky Mil Mi-4 použity pro záchranné akce během povodní na Dunaji. 23. září 1965 proběhla první zdokumentovaná záchranná akce ve Vysokých Tatrách – příslušníci Leteckého oddílu přepravili jugoslávskou turistku do Popradu. Po příchodu nových vrtulníků se rozšířily možnosti a Letecký oddíl tak vykonával další nové úkoly. Od roku 1973 monitorovaly vrtulníky dopravu nad Prahou a Středočeským krajem. Informace byly využívány především pro rozhlasový pořad Zelená vlna.
Hlavní velitelství Leteckého oddílu Ministerstva vnitra vzniklo na letišti Stará Ruzyně (dnes Terminál Jih). Vzhledem k tomu, že umístění veškeré letecké techniky na jedno místo nebylo praktické, vznikaly postupně odloučené skupiny. V roce 1961 byla na Letišti Bratislava-Ivánka dislokována první odloučená skupina, v roce 1975 vznikla odloučená skupina v Plzni a o rok později, v roce 1976, vznikla odloučená skupina v Popradě.

## Úkoly
Ministerstvo vnitra vydalo v roce 1958 Statut Leteckého oddílu Ministerstva vnitra, který zahrnoval mimo jiné také úkoly Leteckého oddílu. Úkoly útvaru byly shrnuty ve dvou bodech. První bod zahrnoval činnosti pro jednotlivé složky Ministerstva vnitra, a to především rychlou přepravu operativních pracovníků, kurýrní službu, stíhání nebezpečných zločinců, průzkum míst trestných činů, průzkum prostorů státních hranic, průzkum jiných objektů důležitých pro zajištění vnitřní bezpečnosti a veřejného pořádku, záchrannou pomocnou leteckou službu při živelních pohromách a spolupráci s ostatními bezpečnostními orgány. Druhý bod zahrnoval leteckou přepravu stranických a vládních činitelů.
V roce 1963 byl status nahrazen novým, který rozděloval úkoly Leteckého oddílu na tři části, a to leteckou přepravu stranických a vládních činitelů, operativní a pátrací lety a třetí částí byly výcvikové lety. V roce 1970 došlo k dalšímu podstatnému rozšíření úkolů Leteckého oddílu. Mezi nové úkoly patřily především vládní lety z pověření Ústředního výboru Komunistické strany Československa, ale také další činnosti ve prospěch Ministerstva vnitra.

## Vrtulníky a letadla
V padesátých a šedesátých letech byly používány některé poválečné letouny a také dosluhující vrtulníky Mil Mi-1 a Mil Mi-4. Letecký oddíl Ministerstva vnitra neměl dostatek výkonné letecké techniky pro plnění pohotovostních úkolů, proto Ministerstvo vnitra modernizovalo od počátku sedmdesátých let letecký park. Od roku 1970 se tak v leteckém parku Leteckého oddílu Ministerstva vnitra objevovaly sovětské vrtulníky Mil Mi-2 a Mil Mi-8 a letouny Jakovlev Jak-40, Iljušin Il-62 a Tupolev Tu-134.